# Cuando se va el amor
Cuando se va el amor es una canción de pop latino escrita e interpretada por Kany García . La canción fue elegida como el tercer sencillo del tercer álbum de Kany, Kany García . La canción fue elegida como tercer sencillo a través de la página de Facebook de Kany.

## Listas
| Chart (2013)                     | Peak position |
| -------------------------------- | ------------- |
| Colombia (National-Report)       | 18            |
| Spanish Contemporary             | 29            |
| US Hot Latin Songs (Billboard)   | 31            |
| US Latin Airplay (Billboard)     | 24            |
| US Latin Pop Airplay (Billboard) | 23            |

## Premios/Nominaciones
| Ceremonia                   | Premio            | Trabajo nominado     | Resultado |
| --------------------------- | ----------------- | -------------------- | --------- |
| Premios Grammy Latinos 2012 | Grabación del año | Cuando Se Va El Amor | Ganador   |